# Albert R. Anderson
Albert Raney Anderson (* 8. November 1837 im Adams County, Ohio; † 17. November 1898 in Hot Springs, South Dakota) war ein US-amerikanischer Politiker. Zwischen 1887 und 1889 vertrat er den Bundesstaat Iowa im US-Repräsentantenhaus.

## Werdegang
Schon in seiner frühen Jugend zog Albert Anderson mit seinen Eltern nach Galesburg in Illinois. Dort besuchte er die öffentlichen Schulen einschließlich des Knox College. Im Jahr 1857 zog er in das Taylor County in Iowa. Nach einem anschließenden Jurastudium und seiner im Jahr 1860 erfolgten Zulassung als Rechtsanwalt begann er in Clarinda in seinem neuen Beruf zu arbeiten. 1861 wurde er von US-Präsident Abraham Lincoln zum Posthalter von Clarinda ernannt. Danach nahm er als Soldat der Unionsarmee am Bürgerkrieg teil. Dabei brachte er es bis zu seinem Ausscheiden aus dem Militärdienst im Jahr 1865 bis zum Oberstleutnant. Er war unter anderem an der Schlacht um Vicksburg im Jahr 1863 und am Atlanta-Feldzug von General William T. Sherman im Jahr 1864 beteiligt.
Nach dem Krieg kehrte Anderson zunächst nach Clarinda zurück, zog aber bereits im Jahr 1866 nach Sidney in Iowa, wo er ebenfalls als Anwalt arbeitete. Zwischen 1868 und 1871 war Anderson in seiner neuen Heimat auch für die Finanzbehörden tätig. Politisch wurde er Mitglied der Republikanischen Partei. Im Jahr 1872 war er Delegierter zur Republican National Convention in Philadelphia, auf der Präsident Ulysses S. Grant zur Wiederwahl nominiert wurde. Von 1876 bis 1880 war Anderson Bezirksstaatsanwalt und 1881 Eisenbahnbeauftragter des Staates Iowa. 1882 kandidierte er erstmals, noch erfolglos, für den Kongress.
1886 wurde Anderson dann als unabhängiger Kandidat im achten Wahlbezirk von Iowa in das US-Repräsentantenhaus in Washington, D.C. gewählt. Dort trat er am 4. März 1887 die Nachfolge von William Peters Hepburn an. Da er zwei Jahre später nicht bestätigt wurde, konnte er bis zum 3. März 1889 nur eine Legislaturperiode im Kongress absolvieren. Nach dem Ende seiner Zeit im US-Repräsentantenhaus zog Anderson nach Hot Springs in South Dakota. Dort arbeitete er als Rechtsanwalt. In den Jahren 1895 und 1896 war er auch Bürgermeister dieser Stadt. Außerdem wurde er Bezirksstaatsanwalt im Fall River County. Albert Anderson starb am 17. November 1898 in seiner neuen Heimat und wurde in Sidney (Iowa) beigesetzt.